# A donne con gli amici
A donne con gli amici (Foxes) è un film  del 1980, diretto da Adrian Lyne ed interpretato da Jodie Foster.

## Trama
Quattro ragazze, Annie, Madge, Deirdre e Jeanie, convivono insieme fra mille problemi familiari. Durante una festa alla quale prendono parte con tante persone, alcuni teppisti devastano il tutto attirando l'attenzione della polizia. Madge finirà con lo sposare un uomo molto più grande di lei.

## Produzione
Distribuito dalla Casablanca Filmworks, si tratta del primo film diretto da Lyne, un esordio definito «sottovoce» ma eseguito con delicatezza, un dramma che è in realtà una commedia.

## Distribuzione

### Data di uscita
Il film venne distribuito in varie nazioni, fra cui:
- Stati Uniti d'America, Foxes 29 febbraio 1980
- Giappone 23 agosto 1980
- Australia 2 ottobre 1980
- Svezia, Foxes - tjejmaffian 9 gennaio 1981

In Italia il film ebbe la sua prima proiezione a Roma il 8 agosto 1986; venne quindi distribuito nelle sale nel 1987.

## Incassi
Il film ha incassato un totale di 7,470,348 dollari negli USA e nella prima settimana 221,141 dollari.

## Colonna sonora
1. Fly Too High (Vocal Theme) – Janis Ian
2. 20th Century Foxes – Angel
3. Virginia – Punky Meadows
4. Rock and Roll Dancin' – The Beckmeier Brothers
5. That's What I Like About My Baby – The Beckmeier Brothers
6. More Than a Feeling – Boston
7. Shake It – Brooklyn Dreams
8. Bad Love – Cher
9. Greedy Man – Munich Machine
10. Ship of Fools – Bob Seger
11. On the Radio (Theme from Foxes) – Donna Summer